# Список астероїдів (70101—70200)
| Назва                          | Тимчасове позначення | Дата відкриття | Місце відкриття             | Відкривач          |
| ------------------------------ | -------------------- | -------------- | --------------------------- | ------------------ |
| (70101) 1999 JD122             | 1999 JD122           | 13 травня 1999 | Сокорро (Нью-Мексико)       | LINEAR             |
| (70102) 1999 JE123             | 1999 JE123           | 13 травня 1999 | Сокорро (Нью-Мексико)       | LINEAR             |
| (70103) 1999 JZ131             | 1999 JZ131           | 13 травня 1999 | Сокорро (Нью-Мексико)       | LINEAR             |
| (70104) 1999 JG138             | 1999 JG138           | 8 травня 1999  | Сокорро (Нью-Мексико)       | LINEAR             |
| (70105) 1999 KE7               | 1999 KE7             | 17 травня 1999 | Сокорро (Нью-Мексико)       | LINEAR             |
| (70106) 1999 KH10              | 1999 KH10            | 18 травня 1999 | Сокорро (Нью-Мексико)       | LINEAR             |
| (70107) 1999 KS11              | 1999 KS11            | 18 травня 1999 | Сокорро (Нью-Мексико)       | LINEAR             |
| (70108) 1999 KO12              | 1999 KO12            | 18 травня 1999 | Сокорро (Нью-Мексико)       | LINEAR             |
| (70109) 1999 KN17              | 1999 KN17            | 17 травня 1999 | Станція Андерсон-Меса       | LONEOS             |
| (70110) 1999 LK                | 1999 LK              | 6 червня 1999  | Обсерваторія Ґудрайк-Піґотт | Рой Такер          |
| (70111) 1999 LM7               | 1999 LM7             | 9 червня 1999  | Каталінський огляд          | Каталінський огляд |
| (70112) 1999 LP9               | 1999 LP9             | 8 червня 1999  | Сокорро (Нью-Мексико)       | LINEAR             |
| (70113) 1999 LY9               | 1999 LY9             | 8 червня 1999  | Сокорро (Нью-Мексико)       | LINEAR             |
| (70114) 1999 LA13              | 1999 LA13            | 9 червня 1999  | Сокорро (Нью-Мексико)       | LINEAR             |
| (70115) 1999 LP20              | 1999 LP20            | 9 червня 1999  | Сокорро (Нью-Мексико)       | LINEAR             |
| (70116) 1999 LQ23              | 1999 LQ23            | 9 червня 1999  | Сокорро (Нью-Мексико)       | LINEAR             |
| (70117) 1999 LB24              | 1999 LB24            | 9 червня 1999  | Сокорро (Нью-Мексико)       | LINEAR             |
| (70118) 1999 LM25              | 1999 LM25            | 9 червня 1999  | Сокорро (Нью-Мексико)       | LINEAR             |
| (70119) 1999 LU28              | 1999 LU28            | 7 червня 1999  | Обсерваторія Кітт-Пік       | Spacewatch         |
| (70120) 1999 LL34              | 1999 LL34            | 11 червня 1999 | Каталінський огляд          | Каталінський огляд |
| (70121) 1999 LY34              | 1999 LY34            | 13 червня 1999 | Станція Андерсон-Меса       | LONEOS             |
| (70122) 1999 MX                | 1999 MX              | 22 червня 1999 | Вумера                      | Френк Золотовскі   |
| (70123) 1999 ME1               | 1999 ME1             | 24 червня 1999 | Вумера                      | Френк Золотовскі   |
| (70124) 1999 NY                | 1999 NY              | 10 липня 1999  | Вумера                      | Френк Золотовскі   |
| (70125) 1999 NZ                | 1999 NZ              | 7 липня 1999   | Вішнянська обсерваторія     | Корадо Корлевіч    |
| (70126) 1999 NT2               | 1999 NT2             | 13 липня 1999  | Сокорро (Нью-Мексико)       | LINEAR             |
| (70127) 1999 NC4               | 1999 NC4             | 13 липня 1999  | Сокорро (Нью-Мексико)       | LINEAR             |
| (70128) 1999 NF4               | 1999 NF4             | 13 липня 1999  | Сокорро (Нью-Мексико)       | LINEAR             |
| (70129) 1999 ND6               | 1999 ND6             | 13 липня 1999  | Сокорро (Нью-Мексико)       | LINEAR             |
| (70130) 1999 NO6               | 1999 NO6             | 13 липня 1999  | Сокорро (Нью-Мексико)       | LINEAR             |
| (70131) 1999 NQ6               | 1999 NQ6             | 13 липня 1999  | Сокорро (Нью-Мексико)       | LINEAR             |
| (70132) 1999 NV6               | 1999 NV6             | 13 липня 1999  | Сокорро (Нью-Мексико)       | LINEAR             |
| (70133) 1999 NC7               | 1999 NC7             | 13 липня 1999  | Сокорро (Нью-Мексико)       | LINEAR             |
| (70134) 1999 NQ7               | 1999 NQ7             | 13 липня 1999  | Сокорро (Нью-Мексико)       | LINEAR             |
| (70135) 1999 NP9               | 1999 NP9             | 13 липня 1999  | Сокорро (Нью-Мексико)       | LINEAR             |
| (70136) 1999 NY9               | 1999 NY9             | 13 липня 1999  | Сокорро (Нью-Мексико)       | LINEAR             |
| (70137) 1999 NJ10              | 1999 NJ10            | 13 липня 1999  | Сокорро (Нью-Мексико)       | LINEAR             |
| (70138) 1999 NW10              | 1999 NW10            | 13 липня 1999  | Сокорро (Нью-Мексико)       | LINEAR             |
| (70139) 1999 NK11              | 1999 NK11            | 13 липня 1999  | Сокорро (Нью-Мексико)       | LINEAR             |
| (70140) 1999 NX15              | 1999 NX15            | 14 липня 1999  | Сокорро (Нью-Мексико)       | LINEAR             |
| (70141) 1999 NE18              | 1999 NE18            | 14 липня 1999  | Сокорро (Нью-Мексико)       | LINEAR             |
| (70142) 1999 NP18              | 1999 NP18            | 14 липня 1999  | Сокорро (Нью-Мексико)       | LINEAR             |
| (70143) 1999 NO19              | 1999 NO19            | 14 липня 1999  | Сокорро (Нью-Мексико)       | LINEAR             |
| (70144) 1999 NH20              | 1999 NH20            | 14 липня 1999  | Сокорро (Нью-Мексико)       | LINEAR             |
| (70145) 1999 NW20              | 1999 NW20            | 14 липня 1999  | Сокорро (Нью-Мексико)       | LINEAR             |
| (70146) 1999 NX23              | 1999 NX23            | 14 липня 1999  | Сокорро (Нью-Мексико)       | LINEAR             |
| (70147) 1999 NP25              | 1999 NP25            | 14 липня 1999  | Сокорро (Нью-Мексико)       | LINEAR             |
| (70148) 1999 NT26              | 1999 NT26            | 14 липня 1999  | Сокорро (Нью-Мексико)       | LINEAR             |
| (70149) 1999 NL30              | 1999 NL30            | 14 липня 1999  | Сокорро (Нью-Мексико)       | LINEAR             |
| (70150) 1999 NS31              | 1999 NS31            | 14 липня 1999  | Сокорро (Нью-Мексико)       | LINEAR             |
| (70151) 1999 NL32              | 1999 NL32            | 14 липня 1999  | Сокорро (Нью-Мексико)       | LINEAR             |
| (70152) 1999 NX33              | 1999 NX33            | 14 липня 1999  | Сокорро (Нью-Мексико)       | LINEAR             |
| (70153) 1999 NO34              | 1999 NO34            | 14 липня 1999  | Сокорро (Нью-Мексико)       | LINEAR             |
| (70154) 1999 NX34              | 1999 NX34            | 14 липня 1999  | Сокорро (Нью-Мексико)       | LINEAR             |
| (70155) 1999 NF35              | 1999 NF35            | 14 липня 1999  | Сокорро (Нью-Мексико)       | LINEAR             |
| (70156) 1999 NR37              | 1999 NR37            | 14 липня 1999  | Сокорро (Нью-Мексико)       | LINEAR             |
| (70157) 1999 NV37              | 1999 NV37            | 14 липня 1999  | Сокорро (Нью-Мексико)       | LINEAR             |
| (70158) 1999 NZ37              | 1999 NZ37            | 14 липня 1999  | Сокорро (Нью-Мексико)       | LINEAR             |
| (70159) 1999 NY39              | 1999 NY39            | 14 липня 1999  | Сокорро (Нью-Мексико)       | LINEAR             |
| (70160) 1999 NJ45              | 1999 NJ45            | 13 липня 1999  | Сокорро (Нью-Мексико)       | LINEAR             |
| (70161) 1999 NU45              | 1999 NU45            | 13 липня 1999  | Сокорро (Нью-Мексико)       | LINEAR             |
| (70162) 1999 NV46              | 1999 NV46            | 13 липня 1999  | Сокорро (Нью-Мексико)       | LINEAR             |
| (70163) 1999 NW46              | 1999 NW46            | 13 липня 1999  | Сокорро (Нью-Мексико)       | LINEAR             |
| (70164) 1999 NO47              | 1999 NO47            | 13 липня 1999  | Сокорро (Нью-Мексико)       | LINEAR             |
| (70165) 1999 NT49              | 1999 NT49            | 13 липня 1999  | Сокорро (Нью-Мексико)       | LINEAR             |
| (70166) 1999 NQ50              | 1999 NQ50            | 14 липня 1999  | Сокорро (Нью-Мексико)       | LINEAR             |
| (70167) 1999 NN53              | 1999 NN53            | 12 липня 1999  | Сокорро (Нью-Мексико)       | LINEAR             |
| (70168) 1999 NG61              | 1999 NG61            | 13 липня 1999  | Сокорро (Нью-Мексико)       | LINEAR             |
| (70169) 1999 NX64              | 1999 NX64            | 14 липня 1999  | Сокорро (Нью-Мексико)       | LINEAR             |
| (70170) 1999 OD1               | 1999 OD1             | 18 липня 1999  | Обсерваторія Ріді-Крик      | Джон Бротон        |
| (70171) 1999 OL2               | 1999 OL2             | 22 липня 1999  | Сокорро (Нью-Мексико)       | LINEAR             |
| (70172) 1999 OQ4               | 1999 OQ4             | 16 липня 1999  | Сокорро (Нью-Мексико)       | LINEAR             |
| (70173) 1999 OB5               | 1999 OB5             | 16 липня 1999  | Сокорро (Нью-Мексико)       | LINEAR             |
| (70174) 1999 PJ3               | 1999 PJ3             | 11 серпня 1999 | Обсерваторія Ріді-Крик      | Джон Бротон        |
| (70175) 1999 PU4               | 1999 PU4             | 15 серпня 1999 | Обсерваторія Ріді-Крик      | Джон Бротон        |
| (70176) 1999 PO6               | 1999 PO6             | 7 серпня 1999  | Станція Андерсон-Меса       | LONEOS             |
| (70177) 1999 PC8               | 1999 PC8             | 7 серпня 1999  | Станція Андерсон-Меса       | LONEOS             |
| (70178) 1999 QC                | 1999 QC              | 17 серпня 1999 | Фарра-д'Ізонцо              | Фарра-д'Ізонцо     |
| 70179 Беппечіара (Beppechiara) | 1999 QQ1             | 21 серпня 1999 | Обсерваторія Ньйоска        | Стефано Спозетті   |
| (70180) 1999 QM2               | 1999 QM2             | 31 серпня 1999 | Обсерваторія Ондржейов      | Ленка Коткова      |
| (70181) 1999 RA1               | 1999 RA1             | 4 вересня 1999 | Каталінський огляд          | Каталінський огляд |
| (70182) 1999 RS1               | 1999 RS1             | 5 вересня 1999 | Вішнянська обсерваторія     | Корадо Корлевіч    |
| (70183) 1999 RA3               | 1999 RA3             | 6 вересня 1999 | Вішнянська обсерваторія     | Корадо Корлевіч    |
| (70184) 1999 RU3               | 1999 RU3             | 4 вересня 1999 | Каталінський огляд          | Каталінський огляд |
| (70185) 1999 RJ9               | 1999 RJ9             | 4 вересня 1999 | Обсерваторія Кітт-Пік       | Spacewatch         |
| (70186) 1999 RE10              | 1999 RE10            | 7 вересня 1999 | Сокорро (Нью-Мексико)       | LINEAR             |
| (70187) 1999 RY10              | 1999 RY10            | 7 вересня 1999 | Сокорро (Нью-Мексико)       | LINEAR             |
| (70188) 1999 RE11              | 1999 RE11            | 7 вересня 1999 | Сокорро (Нью-Мексико)       | LINEAR             |
| (70189) 1999 RR11              | 1999 RR11            | 7 вересня 1999 | Сокорро (Нью-Мексико)       | LINEAR             |
| (70190) 1999 RW11              | 1999 RW11            | 7 вересня 1999 | Сокорро (Нью-Мексико)       | LINEAR             |
| (70191) 1999 RY11              | 1999 RY11            | 7 вересня 1999 | Сокорро (Нью-Мексико)       | LINEAR             |
| (70192) 1999 RE12              | 1999 RE12            | 7 вересня 1999 | Сокорро (Нью-Мексико)       | LINEAR             |
| (70193) 1999 RY13              | 1999 RY13            | 7 вересня 1999 | Сокорро (Нью-Мексико)       | LINEAR             |
| (70194) 1999 RW14              | 1999 RW14            | 7 вересня 1999 | Сокорро (Нью-Мексико)       | LINEAR             |
| (70195) 1999 RU15              | 1999 RU15            | 7 вересня 1999 | Сокорро (Нью-Мексико)       | LINEAR             |
| (70196) 1999 RB16              | 1999 RB16            | 7 вересня 1999 | Сокорро (Нью-Мексико)       | LINEAR             |
| (70197) 1999 RS18              | 1999 RS18            | 7 вересня 1999 | Сокорро (Нью-Мексико)       | LINEAR             |
| (70198) 1999 RV21              | 1999 RV21            | 7 вересня 1999 | Сокорро (Нью-Мексико)       | LINEAR             |
| (70199) 1999 RL22              | 1999 RL22            | 7 вересня 1999 | Сокорро (Нью-Мексико)       | LINEAR             |
| (70200) 1999 RO22              | 1999 RO22            | 7 вересня 1999 | Сокорро (Нью-Мексико)       | LINEAR             |